# Museo del genocidio di Tuol Sleng

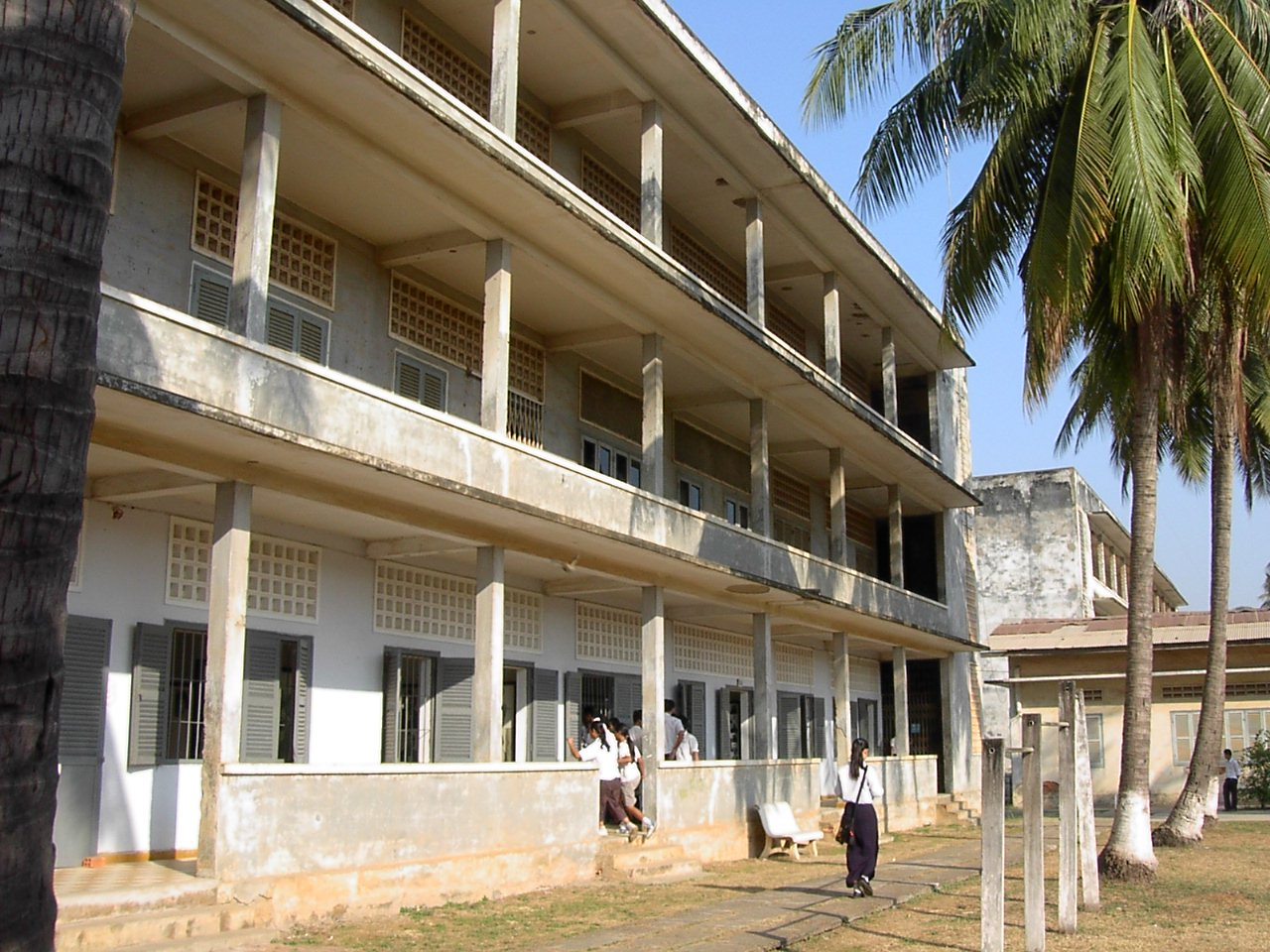
Veduta esterna di Tuol Sleng, a Phnom Penh.

Il Museo del genocidio di Tuol Sleng è un museo situato a Phnom Penh, Cambogia, testimonianza del genocidio cambogiano. Nel 2009 l'UNESCO ha inserito il museo nell'Elenco delle Memorie del mondo.
Un tempo sede di una Scuola Superiore, l'edificio venne ribattezzato Ufficio di Sicurezza 21 (S-21) dalla dittatura dei Khmer rossi, che lo impiegarono dalla loro ascesa al potere nel 1975 alla loro caduta nel 1979. "Tuol Sleng" in lingua khmer significa "collina del mango selvatico"; nella sigla "S-21", S sta per Sala e 21 è il codice del Santébal, la Polizia di sicurezza. Recenti studi hanno rivelato che la S-21 era la punta dell'iceberg di un vasto sistema di prigioni.

## Storia

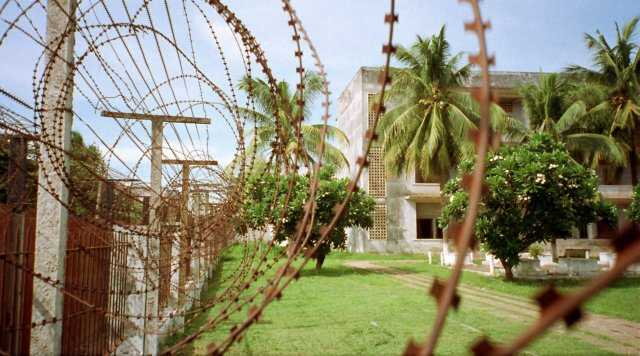
Filo spinato sul perimetro esterno della struttura

I cinque edifici del complesso che un tempo era la Tuol Svay Prey High School, cui fu posto il nome di un antenato del re Norodom Sihanouk, Chao Ponhea Yat, furono trasformati nell'agosto del 1975 (il 15 agosto venne "inaugurato" ed il 5 ottobre dello stesso anno iniziò ad accogliere la prima ondata di detenuti, sebbene entrasse a pieno regime solamente nel maggio 1976) in una prigione e in un centro per interrogatori e torture. I Khmer rossi ribattezzarono la struttura "Ufficio di Sicurezza 21" (S-21) e la costruzione fu mutata in prigione dall'interno: gli edifici furono racchiusi all'interno di un recinto di filo spinato elettrificato, le classi trasformate in minuscole celle e camere della tortura e tutte le finestre furono sbarrate con assi di ferro e filo spinato per evitare fughe di prigionieri.
Di tutti i prigionieri incarcerati, solo sette sopravvissero, in quanto ritenuti utili alla causa del Partito. Il personale del carcere era diviso in tre categorie: i secondini che provenivano dalle file degli ex guerriglieri; i giudici, che dirigevano gli interrogatori, che provenivano dalla "Unità 13" dei commissari del popolo (erano, quindi, dei politici) e i torturatori, i più brutali, che provenivano dalla "Unità Militare 703", quindi dei veri e propri comandanti dell'esercito di liberazione. Il personale del carcere era direttamente scelto dal Partito e non dal direttore della prigione. Nei documenti ufficiali si cita "l'edificio S - 21" soltanto a partire dagli inizi del settembre 1975. Destinato in un primo tempo alle fucilazioni dei "nemici borghesi" (l'ex classe dirigente) e dei "collaborazionisti degli americani" (i quadri del regime di Lon Nol), dopo le carestie del 1977, allorché una parte del partito mise in dubbio l'efficacia della politica agricola del regime, esso servì per l'epurazione cruenta dei "deviazionisti" dell'ortodossia polpottiana. Il culmine si ebbe a partire dalla fallita congiura, con tanto di sollevazione armata contro la dirigenza del Partito, del giugno 1978: per sei mesi il carcere divenne il tribunale politico dell'intera fazione pro-vietnamita del Partito.
Dal 1976 al 1979 a Tuol Sleng furono imprigionate circa 17.000 persone (qualche stima suggerisce 20.000, ma il numero reale è sconosciuto). Approssimativamente sono stati tre i periodi di internamento: dall'agosto 1975 all'aprile 1976 il carcere ospitò i dignitari, i militari e i collaboratori del deposto regime di Lon Nol. Eliminati costoro, dal maggio 1976 al marzo 1977, la struttura ospitò gli intellettuali, la classe borghese, i professionisti. Tolti di mezzo pure questi ultimi, dall'aprile 1977 al gennaio 1979 quivi furono rinchiusi tutti i sospetti controrivoluzionari e gli appartenenti alla fazione pro-vietnamita e filosovietica del regime, che avevano complottato per rovesciare Pol Pot e che - pertanto - subirono un'epurazione capillare e di massa ad "ondate": soltanto tra il 1 ed il 2 luglio 1977 vennero uccise 560 persone, così come in soli tre giorni - dal 25 al 27 ottobre del medesimo anno - ne furono eliminate 745, ed almeno 5.000 vennero eliminate nel mese di maggio del 1978.
La cronologia delle esecuzioni - basata sulla deposizione di Duch al Tribunale Internazionale per i Crimini contro l'Umanità non sempre era così nettamente scandita. Ad esempio, la prima ondata di purghe interne al Partito, accompagnate alle immancabili stragi, si svolse nel periodo giugno - ottobre 1976. Comunque, in quest'ultima fase, i prigionieri provenivano da tutto il Paese, e di solito erano ex-membri o soldati dei Khmer rossi accusati di tradimento a favore di potenze straniere o di intrattenere rapporti con spie straniere. Con loro venivano imprigionati e giustiziati regolarmente tutti i famigliari più stretti perché sospettati di connivenza o di mancata delazione alla polizia segreta, infrangendo la "devozione assoluta e totale" che il Partito pretendeva dal popolo. Anche i neonati venivano barbaramente eliminati perché ritenuti incapaci di "totale purificazione e dedizione agli standard rivoluzionari" una volta che fossero divenuti adolescenti.
Tra gli arrestati ci furono alcuni tra i politici comunisti più alti in grado, come Khoy Thoun, Vorn Vet e Hu Nim. Alcuni di essi erano stati compagni della prima ora di Pol Pot. Nonostante il capo d'accusa ufficiale fosse di "spionaggio", è possibile che questi uomini siano stati in realtà visti dal leader dei Khmer rossi, Pol Pot, come potenziali autori di una congiura contro di lui. Spesso le famiglie dei prigionieri venivano sequestrate in massa per essere interrogate e successivamente eliminate nel campo di sterminio di Choeung Ek, generalmente mediante un violento colpo di bastone sul collo dopo esser stati fatti inginocchiare nudi, bendati e con le mani legate dietro la schiena ai bordi di una fossa comune. I neonati generalmente venivano eliminati sbattendoli violentemente contro gli alberi od infilzati sulle baionette. Spesso le donne venivano sgozzate o subivano un'eviscerazione con apertura dell'addome.
In ogni caso non venivano usati i proiettili perché "... sono troppo costosi (i proiettili) per simili esecuzioni", come affermato dal direttore del centro, il "Compagno Duch". Questi rivelò anche più macabri dettagli, quali il fatto che fosse obbligatorio per guardie e carnefici mostrare allegria durante la strage perché la tristezza sarebbe stata vista come una sorta di partecipazione al tragico destino degli epurandi, quindi un pericoloso indice di presunta colpevolezza anche da parte del personale di sicurezza. Per tal motivo era la norma che costoro ridessero durante la strage da loro stessi perpetrata. Le uccisioni erano collettive, ma al momento dell'esecuzione si era uccisi singolarmente. Le esecuzioni avvenivano - previo trasporto dei prigionieri su autocarri in numero di venti condannati per ogni camion, da Tuol Sleng a Choeung Ek - all'imbrunire, perdurando fino a notte fonda.
Nel frutteto di Choeung Ek venivano sepolti pure coloro che morivano prematuramente per le torture inflitte a Tuol Sleng e coloro che, incolpati di non aver reso una confessione soddisfacente, venivano torturati anche a Choeung Ek dopo esserlo stati a Tuol Sleng. Esisteva una contabilità doppia, una in uscita da Tuol Sleng ed una in entrata a Choeung Ek, al fine di assicurarsi meticolosamente che tutti i prigionieri fossero effettivamente giustiziati. In entrambi i centri di detenzione, il perimetro era circondato da filo spinato elettrificato con alta tensione per prevenire fughe di condannati e gli aguzzini, così come i boia erano solitamente ragazzi di 13 - 20 anni d'età, appartenenti per lo più all'etnia dei Khmer Loeu, analfabeti contadini fanatici delle regioni montuose nordorientali del Paese, ove il Partito di Pol Pot era nato e s'era insediato. Tale etnia era disprezzata dai cambogiani, sentimento reciprocamente provato.
Esistono testimonianze di numerosi casi in cui i condannati avessero dovuto scavare da sé la fossa in cui sarebbero stati poi gettati i loro cadaveri. Alcuni prigionieri venivano gettati ancora vivi - al termine delle torture - nelle paludi infestate dai coccodrilli. Generalmente le esecuzioni avvenivano secondo questo rituale: partiti da Tuol Sleng con la falsa promessa della liberazione, i condannati avevano ricevuto assicurazioni di esser riportati ai propri precedenti impieghi. Giunti gli autocarri con i condannati a Choeung Ek venivano scaricati, incatenati a venti alla volta, ammanettati con le mani dietro alla schiena, e bendati, presso una baracca costruita accanto al locale cimitero cinese. I condannati venivano fatti entrare nella baracca uno alla volta e ad ognuno di loro si ripeteva la frase di rito di stare tranquilli perché avrebbero semplicemente cambiato provvisoriamente casa.
Fatti uscire da una porta dietro la baracca, i singoli condannati venivano fatti inginocchiare sul bordo della fossa comune dove il boia li colpiva con una spranga di ferro (più raramente con un bastone di legno) o sulla nuca, o sul collo. I lamenti del condannato agonizzante erano coperti dal rumore del camion appositamente lasciato acceso. Il condannato veniva poi finito da un secondo boia che gli tagliava la gola con un affilato coltello. Se i vestiti del morto non erano macchiati di sangue, venivano recuperati. Al termine dell'eccidio, i cadaveri erano inumati nella fossa solamente se i conti tornavano col numero presente sulla lista d'arrivo. Alle esecuzioni presiedeva il Compagno Duch che stava seduto fuori dalla baracca.
Anche se la stragrande maggioranza delle vittime era di origine cambogiana, ci furono anche prigionieri stranieri, quali vietnamiti, laotiani, indiani, pakistani, britannici, statunitensi, francesi, neozelandesi e australiani. Questi ultimi vennero eliminati nel dicembre 1978, appena prima che i vietnamiti liberassero la capitale cambogiana. Le purghe più cruente furono quelle effettuate il 1° e 2 luglio 1977 con circa 560 esecuzioni di massa e 18 - 25 maggio 1978 con un numero imprecisato di uccisioni. Infatti, nell'aprile di quell'anno, continuarono e s'intensificarono le purghe interne e venne emanata la "Direttiva delle tre estirpazioni", secondo cui dovevano essere eliminati i Vietnamiti residenti in Cambogia, gli Khmer che parlavano vietnamita e quelli che avevano relazioni di famiglia, di amicizia o di lavoro con Vietnamiti. Primo di una lunga serie, il ministro dell'Informazione Hu Nim venne arrestato e giustiziato. Furono arrestati e uccisi quattro degli otto membri dell'Ufficio Politico del Partito Comunista e sette ministri in carica. Agli inizi del 1978 Pol Pot scatenò la repressione delle forze dissidenti della Regione Est, dove vennero uccise diverse migliaia di persone accusate di avere "un cuore vietnamita in un corpo cambogiano".
I pochi dirigenti sopravvissuti, con alcune unità dell'esercito, passata la frontiera, si consegnarono ai Vietnamiti. Il primo a compiere la defezione fu il primo ministro Hun Sen, insieme ad un intero battaglione. Tra giugno ed ottobre, fallito il tentativo di rovesciare Pol Pot, intere unità dell'esercito cambogiano passarono la frontiera (a partire da giugno 1978) e domandarono asilo, raggiungendo Hun Sen e i soldati che lo avevano seguito. Si scatenò di fatto una sorta di guerra civile, dove attentati e ribellioni vennero contrastati con repressioni di stampo staliniano.
Nel frattempo, i ribelli si rafforzavano ed arruolavano truppe fra gli oltre 400.000 Cambogiani che già si erano rifugiati in Vietnam e costituirono il FUNSK, il Fronte Unito Nazionale per la Salvezza della Kampuchea, al comando di ufficiali vietnamiti. Pol Pot vide il più pericoloso antagonista in So Phim, membro dell'Ufficio Politico e comandante militare di tutto il fronte, che non nascondeva la sua simpatia per i Vietnamiti che ora doveva combattere ma con cui negli anni precedenti era stato compagno di lotta contro gli Americani. Non potendo eliminarlo direttamente, cominciò a convocare a Phnom Penh, con vari pretesti, tutti i suoi più stretti collaboratori e li fece uccidere. Per non cadere nelle mani della polizia politica, So Phim si suicidò e la sua famiglia venne brutalmente eliminata a Tuol Sleng. A ciò seguirà la defezione in massa d'interi reparti, finché, nella notte di Natale del 1978 gli esuli cambogiani e l'esercito vietnamita invasero la Cambogia, dove finiranno per rovesciare la tirannide dei Khmer rossi.
Molti stranieri furono espulsi o evacuati dal Paese e chi rimase fu visto come un rischio per la sicurezza nazionale. Un certo numero di prigionieri occidentali fu trattenuto all'S-21 tra l'aprile 1976 e il dicembre 1978. Questi furono catturati principalmente in mare tramite le navi pattuglia dei Khmer rossi. Tra di essi vi erano quattro statunitensi, tre francesi, due australiani, un britannico e un neozelandese. Uno degli ultimi prigionieri a morire (due giorni prima che i Khmer rossi fossero cacciati da Phnom Penh) fu lo statunitense Michael Scott Deeds, che nel 1978 era stato catturato insieme a Christopher Edward DeLance mentre navigavano dalla Thailandia alle Hawaii. Gli altri occidentali presenti nei registri sono gli americani James Clark e Lance McNamara (catturati insieme), gli australiani David Lloyd Scott e Ronald Keith Dean (catturati insieme), il britannico John Dawson Dewhirst, il neozelandese Kerry George Hamill, i francesi Rovin e Harad Bernard e infine il loro connazionale Andre Gaston. I loro corpi, secondo le testimonianze dei superstiti cambogiani, sarebbero stati bruciati su copertoni per non lasciare tracce.
Nel 1979 la prigione fu scoperta durante l'invasione dall'esercito vietnamita. Nel 1980 la prigione venne convertita in un museo perché testimoniasse le azioni del regime dei Khmer rossi. Il museo è aperto al pubblico, e riceve una media di 500 visitatori al giorno.

## Vita nella prigione

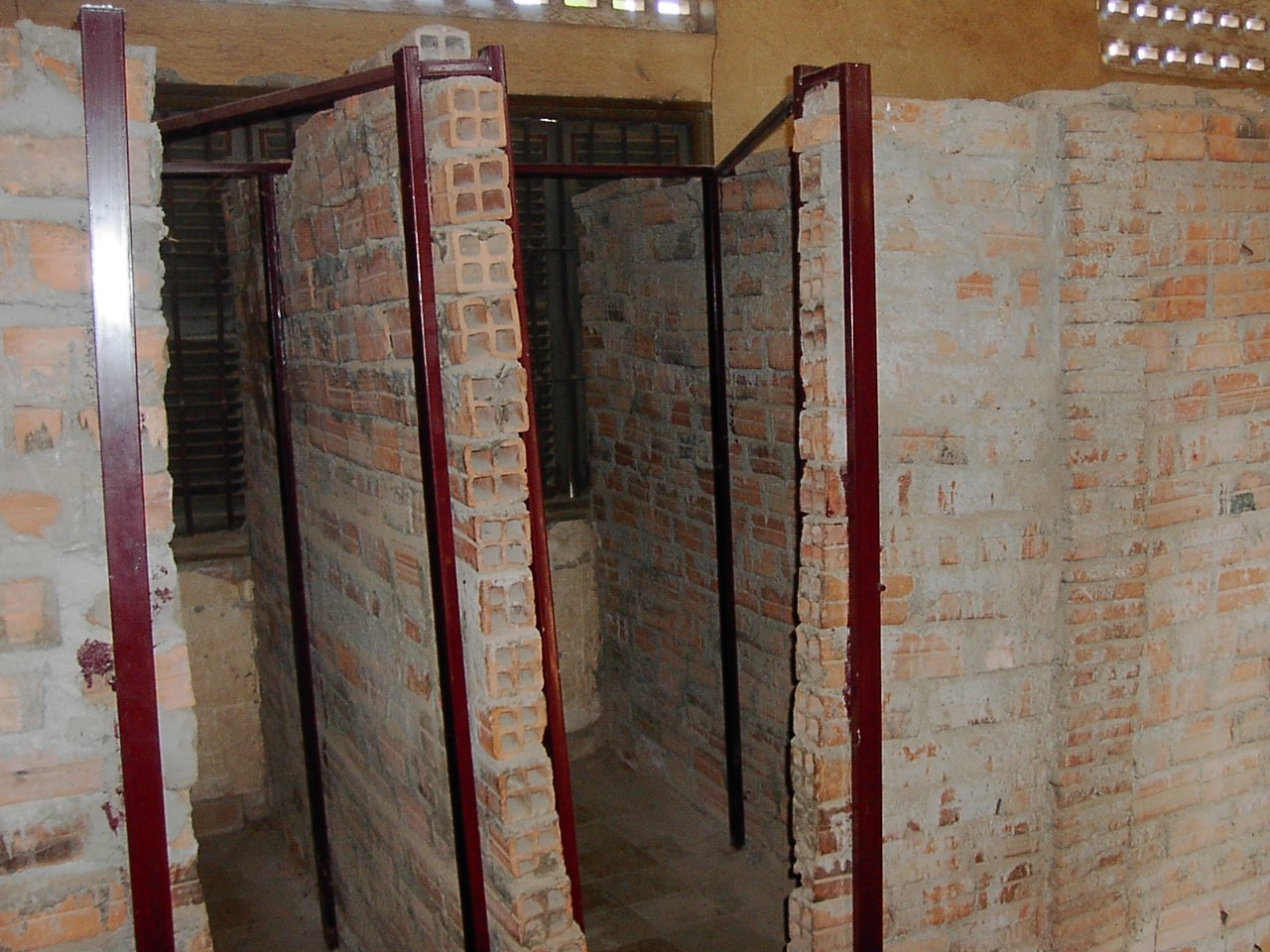
Aule scolastiche trasformate in celle individuali

Giunti alla prigione, i prigionieri - peraltro già condannati a morte a priori - venivano fotografati e veniva chiesto loro un dettagliato resoconto biografico. Alcuni prigionieri - provenienti dal lager gestito da Ta Mok a Cherie O’Phnoe nella provincia di Kampot, dov'erano stati precedentemente torturati - sono ritratti in fotografia con le ferite ricevute. Quelli arrestati e direttamente condotti a Tuol Sleng, viceversa, non mostrano segni di torture nelle fotografie. In seguito venivano obbligati a spogliarsi e tutti i loro oggetti personali venivano sequestrati.
Le perquisizioni erano accuratissime ed avvenivano più volte anche nel corso della medesima giornata per impedire i tentativi di suicidio, in quanto i carcerati erano ben consci di aver scarse possibilità di uscire vivi da questo carcere. I prigionieri venivano quindi condotti nelle loro celle. Quelli assegnati alle celle più piccole venivano incatenati alle pareti. Quelli assegnati alle grandi celle collettive venivano incatenati assieme a lunghe sbarre di ferro. I prigionieri erano costretti a dormire sul pavimento restando legati, in mezzo ai propri rifiuti organici.
La prigione aveva un regolamento ferreo e ai prigionieri che cercavano di disobbedire venivano inflitte severe punizioni. I prigionieri si alzavano alle 4:30 del mattino e non potevano parlare tra loro, né coi secondini e non potevano mangiare e bere altro che due ciotole quotidiane di riso ed una brocca d'acqua. Ogni minimo gesto doveva essere preventivamente approvato da un secondino. Inoltre le condizioni igienico-sanitarie erano terribili. Erano diffuse malattie della pelle, pidocchi e altre patologie; pochissimi internati ricevevano trattamenti medici.

## Torture e sterminio
Gli interrogatori erano, di norma, collettivi, come le torture e le esecuzioni, ed iniziavano circa una settimana dopo che i prigionieri giungevano al carcere. I giudici sedevano sui banchi dell'ex scuola e i carcerati erano incatenati ai letti. L'interrogatorio avveniva nelle stanze adibite a centri di tortura. I carnefici restavano a disposizione al fine di eseguire l'ordine dei giudici di torturare i condannati che non avessero reso piena e soddisfacente confessione. Il responsabile dei carnefici era Mam Nay, ed ora è un commissario di polizia che opera per il governo cambogiano nelle province occidentali.
Per obbligare i prigionieri a confessare qualunque crimine fosse stato loro imputato veniva utilizzato il metodo della tortura. Erano largamente impiegati l'elettroshock, vari strumenti metallici incandescenti e il metodo di tenere appesi per lungo tempo gli internati, seviziati anche in molti altri modi (immersione nell'acqua, ferite con armi da taglio, bastonature e fustigazioni, strappamento delle unghie e dei denti). Nonostante buona parte dei prigionieri morisse comunque a causa degli abusi, l'esecuzione sommaria veniva evitata, dato che i Khmer rossi avevano bisogno delle loro confessioni. Gli strumenti di tortura sono esposti al museo. La stragrande maggioranza dei prigionieri era innocente e le confessioni prodotte solo sotto tortura. Sono noti alcuni casi di prigionieri scorticati vivi. Esisteva una doppia contabilità per potersi assicurare che tutti gli epurandi da giustiziare in quel giorno specifico venissero effettivamente uccisi, in quanto l'elenco dei condannati era controllato nome per nome e spuntato a penna all'uscita di Tuol Sleng ed analoga procedura veniva seguita man mano che ogni singolo condannato perdeva la vita. Gli elenchi poi venivano conservati nell'archivio di Tuol Sleng.

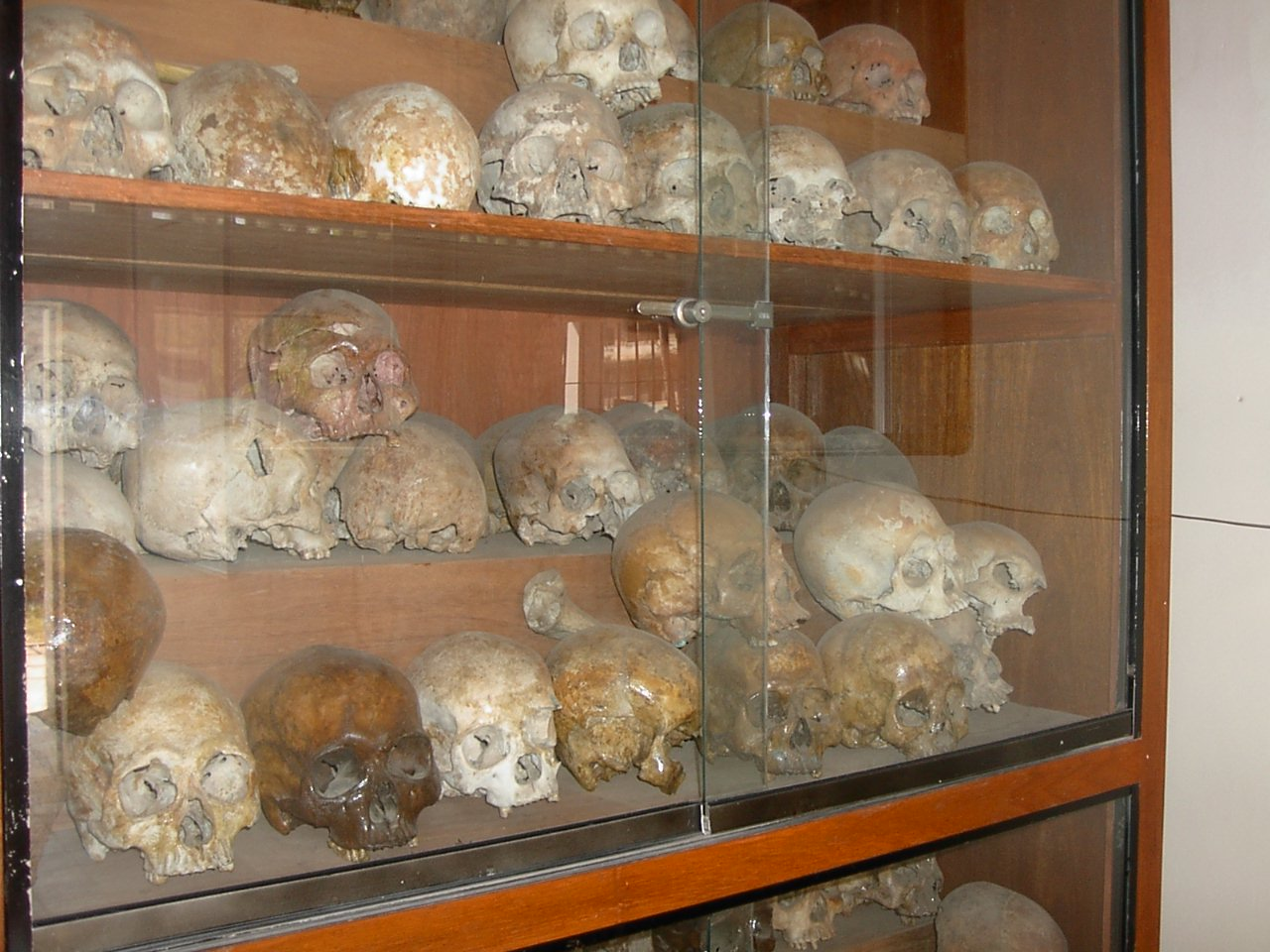
Mensole riempite di crani umani, dissotterrati dai dintorni della prigione

Dopo l'interrogatorio, il prigioniero e la sua famiglia venivano condotti al campo di sterminio di Choeung Ek, ad una quindicina di chilometri da Phnom Penh. Lì venivano uccisi con sbarre di ferro, picconi, machete e molte altre armi improprie. Alle vittime raramente veniva sparato, in quanto le pallottole erano giudicate troppo preziose per essere utilizzate a tal fine. La violenza sessuale sulle donne era la norma, ed anche le bambine al di sotto dei dieci anni venivano regolarmente violentate dagli aguzzini. Alcuni prigionieri venivano sodomizzati o veniva loro inserito un uovo bollente nel retto. In un'intervista, il "Compagno Duch", direttore del centro di detenzione scagiona Pol Pot e Kieu Samphan dall'aver ordinato i massacri, ma quest'apologia non appare credibile per tutta una serie di motivi, a cominciare dalla contraddizione in cui cade Duch quando afferma che "... Già nel 1971 (quindi quattro anni prima di prendere il potere) Pol Pot aveva emanato le direttive per riconoscere i nemici della rivoluzione, a cominciare dagli intellettuali, ragion per cui, nelle aree occupate (dai Khmer Rossi), nel biennio 1971-1973, egli e Ta Mok, il quale possedeva un suo lager personale, avevano già compiuto parecchie stragi". Ed ancora: "... Anche i quadri inferiori del Partito che erano stati educati ed acculturati alla maniera occidentale andavano eliminati, e così è stato". Inoltre, dopo essersi convertito al Cristianesimo ed aver chiesto perdono (l'unico dirigente Khmer rosso a farlo) pubblicamente ai parenti delle proprie vittime, Duch ha reso una piena confessione sulle decisioni e sulle responsabilità dell'aver ordinato le stragi.
Secondo le testimonianze di Duch, fin dalla presa del potere, Pol Pot era stato eloquente sul fatto che " [...] Il regime non era sufficientemente forte per poter attaccare i nemici esterni, ma era determinato ad eradicare i collaborazionisti interni dei nemici esterni ed aveva dato ordine a Nuon Chea di attivarsi. Sebbene Pol Pot non avesse dato materialmente l'ordine di giustiziare i nemici, aveva riconosciuto un'enorme libertà d'azione al suo luogotenente, il quale scelse me [lo stesso Duch] e Ta Mok come suoi aiutanti. La catena di comando delle esecuzioni era questa ed il Partito neppure aveva dato indicazioni sulle modalità con cui compiere i delitti, ad eccezione della generica raccomandazione di risparmiare i proiettili".
La differenza tra il metodo di Ta Mok e quello di Duch per ottenere le confessioni dei carcerati consisteva nel fatto che, mentre Ta Mok torturava in modo sistematico e cieco, Duch offriva la falsa speranza a coloro che erano condannati in partenza di poter essere liberati in cambio della piena confessione. "L'arresto di una persona equivaleva di per sé alla condanna a morte senza speranza, come noto a tutti gli esponenti del Partito: nessuno singolarmente prendeva la decisione di ratificare le sentenze capitali, ma questo avveniva per decisione dell'intero Comitato Centrale del Partito, con Son Sen incaricato degli arresti e Noun Chea degli interrogatori dal primo all'ultimo giorno della permanenza al potere dei Khmer Rossi", stando alla testimonianza di Duch, il quale getta pure una luce sulle purghe contro i quadri dissidenti del Partito, o ritenuti tali: "Fino all'aprile 1977 non furono organizzate esecuzioni di massa, ma dalla scoperta d'una congiura per privare l'ala maoista del potere a favore di quella pro-sovietica le cose cambiarono: si faceva fatica a tenere il passo tra arresti ed esecuzioni, specialmente dopo che - nel giugno del 1978 - si ribellarono i quadri guidati dal filo-vietnamita So Phim e l'acme venne raggiunta con la purga dell'intero quadro delle province orientali, dal maggio al settembre 1978; la decisione di eliminare un'intera ala del Partito venne presa in una riservatissima seduta cui parteciparono Nuon Chea, Khieu Samphan, Pol Pot e Son Sen e - per risparmiare tempo - stabilirono che i condannati nemmeno dovessero essere interrogati, bensì eliminati direttamente. In un sol giorno furono epurati non meno di 300 nostri guerriglieri e poco prima che i Vietnamiti conquistassero la capitale cambogiana, vennero eliminati i superstiti tra i prigionieri, tra cui gli ostaggi stranieri". Soltanto i quadri di partito rei, a torto od a ragione, di spionaggio, sabotaggio, tradimento venivano interrogati, torturati ed eliminati. Gli altri detenuti venivano direttamente eliminati senza preliminari.

## La formalità degli interrogatori
Nell'unica intervista rilasciata in carcere prima della sua comparsa di fronte al Tribunale Internazionale, Duch, il Direttore di Tuol Sleng illustra l'impossibilità di una qualsiasi forma di umanità nei confronti dei prigionieri, e la possibilità di passare direttamente da accusatori ad accusati ("I carnefici di ieri possono diventare facilmente le vittime di domani"), il che equivaleva ad una condanna a morte nel medesimo modo: "Non era questione se una persona volesse o meno unirsi ai Khmer Rossi: dal 1975 la scelta proprio non si poneva. Il problema è che non avevo scelta. Mi è stato ordinato di farlo. Non potevo rifiutarmi. Meglio distruggere dieci innocenti che lasciare un nemico vivo era l'ordine di Pol Pot. E che io fossi o meno d'accordo non faceva differenza. Chi arrivava a Tuol Sleng non doveva e non poteva uscire vivo: era vivo ma già praticamente morto. Questa era la regola del carcere S-21. Io dovevo interrogarli e distruggerli, fisicamente e psichicamente perché traditori o sospetti tali. Chi non era uno del partito caduto in disgrazia, invece, era fortunato: veniva semplicemente eliminato senza torture preventive ed interrogatori. Non potevo liberare nessuno. Certo, sentivo dispiacere per loro e mi chiedevo: "... dov'è la verità?". Nun Chea, il mio superiore gerarchico, mi diceva che dovevo riflettere su ciò che era giusto per la classe operaia. Ecco come risolvevano il mio problema di coscienza. Ma dentro di me non era chiaro, ma dire se ho peccato o meno… Che fai se ti mettono in un posto dove devi eseguire ordini? Cosa devo pensare di questo? Non lo so. Ora sono diventato cristiano ed ho capito i miei errori e la follia del maoismo. Parlando di punizione, io mi unisco a tutta la gente: facciamola pagare a quegli animali di Pol Pot e Ta Mok. Io voglio denunciarli, così capiranno l'orrore dei loro atti. Questo è ciò che farò, peccato che i due siano già defunti e che a parlare così sia quello che la gente comune indichi come 'Il boia di Phnom Penh'. Mi sforzo di dimenticare, e alla fine, dimentico per davvero. Ma a Tuol Sleng comunque c'era una convinzione diffusa e tacita, che non aveva bisogno di indicazioni scritte. Io, e tutti quelli che lavoravano in quel luogo, sapevamo che chi entrava lì dentro doveva essere demolito psicologicamente, eliminato con un lavoro progressivo, non doveva avere scampo. Qualsiasi risposta non serviva per evitare la morte. Quei metodi non mi convincevano da quando lavoravo all'Ufficio 13. Ma allora, c'era il pretesto della lotta rivoluzionaria, della clandestinità, l'idea di neutralizzare le spie infiltrate, o quelle che potevano essere spie. Poi quando è cominciato il lavoro a Tuol Sleng ogni tanto chiedevo ai miei capi: ma dobbiamo usare tutta questa violenza? Son Sen non rispondeva mai. Nuon Chea, il Fratello numero 2 nella gerarchia del potere, che stava sopra di lui, invece mi diceva: non pensare a queste cose. Personalmente non avevo risposte. Poi con il passare del tempo ho capito: era Ta Mok (considerato da tutti il più sanguinario dei Khmer Rossi) che aveva ordinato di eliminare tutti i prigionieri. Vedevamo nemici, nemici, nemici dappertutto. Quando scoprii che nella lista delle persone da eliminare c'era anche Von Vet, il ministro dell'economia, rimasi veramente sconvolto, scioccato. Ero spinto in un angolo, come tutti in quel meccanismo, non avevo alternativa. Nella confessione di Hu Nim, il ministro dell'informazione, uno dei grandi dirigenti Khmer, anche lui arrestato, c'era scritto che la sicurezza in una certa zona era garantita, bene assicurata. Ma Pol Pot, il Fratello numero 1, il capo di tutto, non era soddisfatto per questa affermazione, era troppo normale, bisognava sospettare sempre, temere qualcosa. E quindi arrivava la solita richiesta: interrogateli ancora, interrogateli meglio, che significava una sola cosa: nuove torture. Succedeva così. Per esempio nel caso di mio cognato. Lo conoscevo bene, si erano creati sinceri legami di parentela, ma dovevo egualmente eliminarlo, sapevo che era una brava persona ma invece dovevo fingere di credere a quella confessione estorta con la violenza. Così, per proteggerlo, non avevo analizzato con troppo rigore quelle dichiarazioni. E in quella stessa occasione i superiori avevano cominciato a non avere più fiducia piena in me. Contemporaneamente non mi sentivo più sicuro: avrei potuto prendere io il suo posto. Trovavano sempre qualche accusa infondata. Obbedivo, chi arrivava da noi non aveva possibilità di salvezza. E io non potevo liberare nessuno e tutto è continuato fino al 7 gennaio 1979, quando le forze di liberazione cambogiane appoggiate dai vietnamiti hanno conquistato Phnom Penh. In quel momento il mio superiore era Nuon Chea, il Fratello numero 2 e non esisteva alcun piano d'evacuazione della struttura, né di ritirata. Organizzammo tutto sul momento. Eravamo trecento uomini a Tuol Sleng. Tutti insieme ci dirigemmo a piedi verso la stazione della radio, che a quel tempo era in una zona piuttosto periferica. E da quel punto ci dividemmo in due gruppi, ognuno per la sua strada".

## Sopravvissuti di Tuol Sleng
Dei circa 17.000 prigionieri, a Tuol Sleng ci furono, per quanto è noto, solo 14 persone sopravvissute. Si pensa che, di questi, solo tre fossero ancora vivi nel 2004: Vann Nath, Chum Mey e Bou Meng. Tutti e tre sopravvissero solo per merito delle loro capacità, utili ai carcerieri. Vann Nath era un pittore e fu incaricato di eseguire ritratti di Pol Pot. Molte delle sue opere che descrivono gli eventi di Tuol Sleng da lui testimoniati sono oggi esposte nel museo. È un artista anche Bou Meng, la cui moglie fu uccisa all'interno di S-21. Chum Mey sopravvisse grazie alle sue capacità di meccanico.

## Personale della prigione

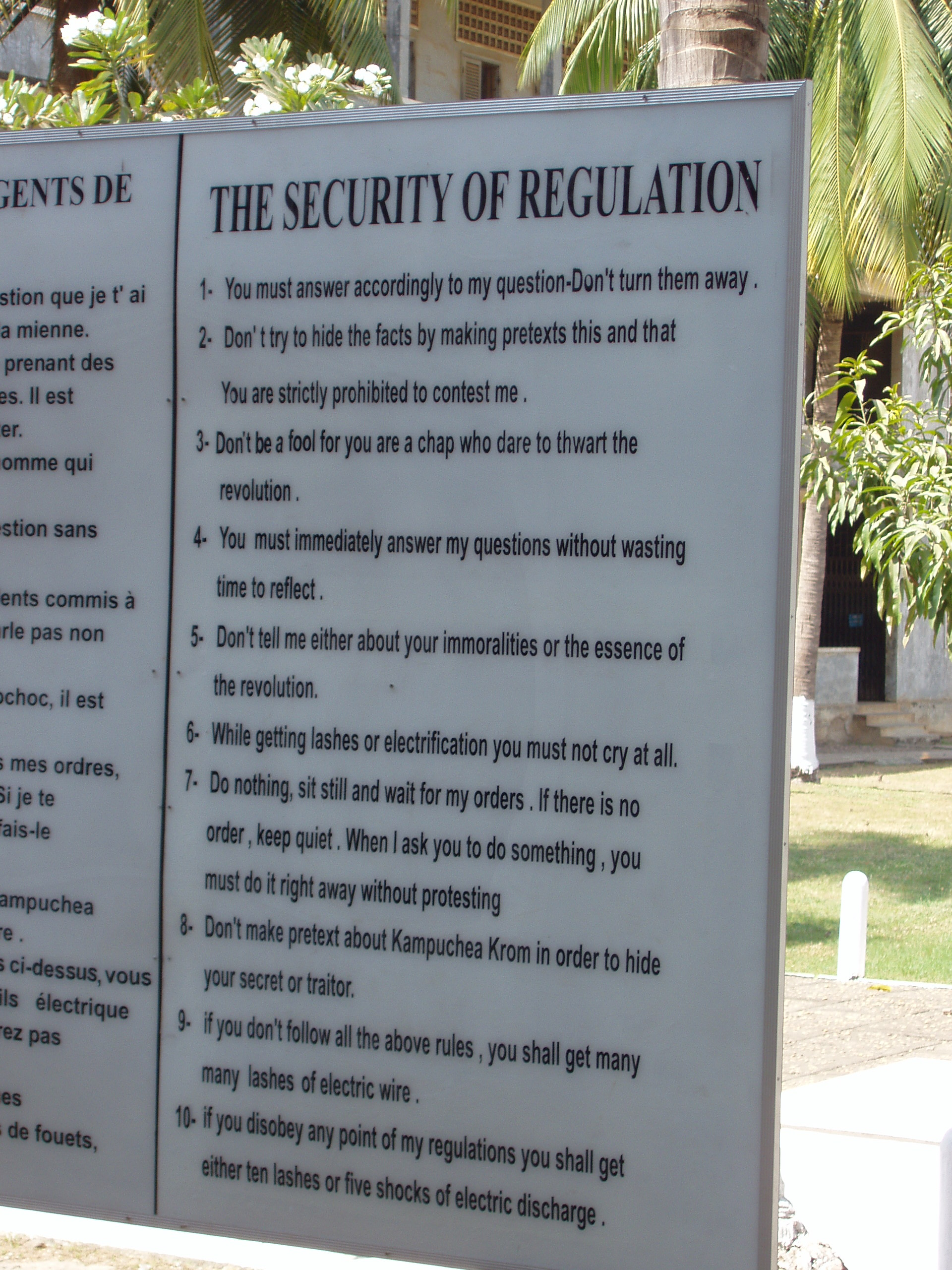
"Se disubbidirai a una sola delle mie regole riceverai dieci frustate o cinque scosse elettriche"

La prigione fu diretta, in un primo momento, da In Lon (noto come "Nath") con Khang Khek Ieu (noto anche come "Deuch" e addetto alla creazione della struttura) in qualità di vice, per passare successivamente nelle mani del secondo, il quale vi imprigionò e vi fece uccidere il suo ex-superiore. Altri due personaggi importanti dello staff di Deuch erano Chan e Pon, entrambi esperti di torture come il loro capo.
Dalla sua istituzione nel 1975 l'S-21 fu solo una delle carceri della capitale della neonata Kampuchea Democratica, ma un anno dopo in essa vennero riallocate tutte le altre. La prigione aveva un personale di 1.720 elementi. Circa 300 di essi erano personale d'ufficio, manodopera interna e addetti agli interrogatori. Gli altri 1.400 avevano mansioni generiche. Alcuni di essi erano bambini strappati alle famiglie dei prigionieri. Moltissimi erano ragazzini tra i 10 e i 15 anni, resi sadici e spietati da un apposito addestramento impartito loro dai quadri adulti. Le squadre addette agli interrogatori si dividevano in tre gruppi: Krom Noyobai (o Unità Politica), Krom Kdao (o Unità "Calda") e Krom Angkiem (o Unità dei "Masticatori").

## Le regole del carcere
Quando i prigionieri venivano introdotti a Tuol Sleng, venivano anche istruiti su dieci regole da seguire durante la detenzione. Ciò che segue è la lista esibita al Tuol Sleng Museum:
1. Devi rispondere attenendoti alla mia domanda. Non tergiversare.
2. Non cercare di occultare i fatti adducendo pretesti vari, ti è severamente vietato contestarmi.
3. Non fare il finto tonto, perché sei un controrivoluzionario.
4. Devi rispondere immediatamente alle mie domande senza sprecare tempo a riflettere.
5. Non parlarmi delle tue piccole azioni immorali o dell'essenza della rivoluzione.
6. Non devi assolutamente piangere mentre ricevi l'elettroshock o le frustate.
7. Non fare nulla, siediti e attendi i miei ordini. Se non ci sono ordini, rimani in silenzio. Quando ti chiedo di fare qualcosa, devi eseguire immediatamente senza protestare.
8. Non inventare scuse sulla Kampuchea Krom per nascondere i tuoi segreti da traditore.
9. Se non segui tutte le regole succitate, riceverai moltissime frustate con il cavo elettrico.
10. Se disubbidirai ad una sola delle mie regole riceverai dieci frustate o cinque scosse elettriche.

## Scoperta di Tuol Sleng
Nel 1979 Ho Van Tay, un fotoreporter di guerra vietnamita, fu il primo rappresentante dei media al mondo a documentare la vicenda di Tuol Sleng. Van Tay e i suoi colleghi seguirono il fetore dei corpi in decomposizione fino ai cancelli di Tuol Sleng. Le foto di Van Tay che documentano quanto da lui visto sul luogo sono oggi esposte a Tuol Sleng.
I Khmer rossi richiedevano al personale della prigione di compilare un resoconto dettagliato di ogni prigioniero, con una fotografia acclusa. Dato che i negativi e gli autori delle foto furono separati dai dossier nel periodo 1979-1980, molti dei fotografi sono a tutt'oggi sconosciuti. Nonostante prima della fuga i Khmer rossi abbiano cercato di occultare le prove dell'eccidio, sono state raccolte le foto, tra quelle segnaletiche e quelle scattate ai cadaveri come prova dell'eliminazione dei prigionieri, di 10.499 persone. Si stima che siano morti all'interno del carcere anche 2.000 bambini circa. Furono inoltre rinvenute 100.000 pagine di resoconti dettagliati degli interrogatori e delle confessioni dei prigionieri.
Le foto sono attualmente esibite al Tuol Sleng Museum e alla Cornell University, Ithaca.
Dopo la scoperta della prigione, in un edificio vicino, è stato rinvenuto un manoscritto anonimo di cinque pagine, intitolato "Esperimenti su esseri umani". Esso descriverebbe 11 "esperimenti" eseguiti su 17 persone (tra cadaveri e gente ancora viva). Il resoconto contiene brani come i seguenti:
- "Una ragazza di 17 anni, con la gola e lo stomaco squarciati, immersa nell'acqua dalle 19:55 alle 9:20 del giorno dopo, quando il corpo comincia lentamente a galleggiare fino alla superficie, raggiungendola alle ore 11:00".
- "Un ragazzo di 17 anni, colpito a morte, immerso nell'acqua come nel caso precedente, con la differenza che il corpo giunge in superficie alle 13:17".
- "Una donna robusta, accoltellata alla gola, con lo stomaco asportato...".
- "Quattro ragazzine accoltellate alla gola...".
- "Una ragazzina, ancora viva, con le mani legate, immersa nell'acqua...".

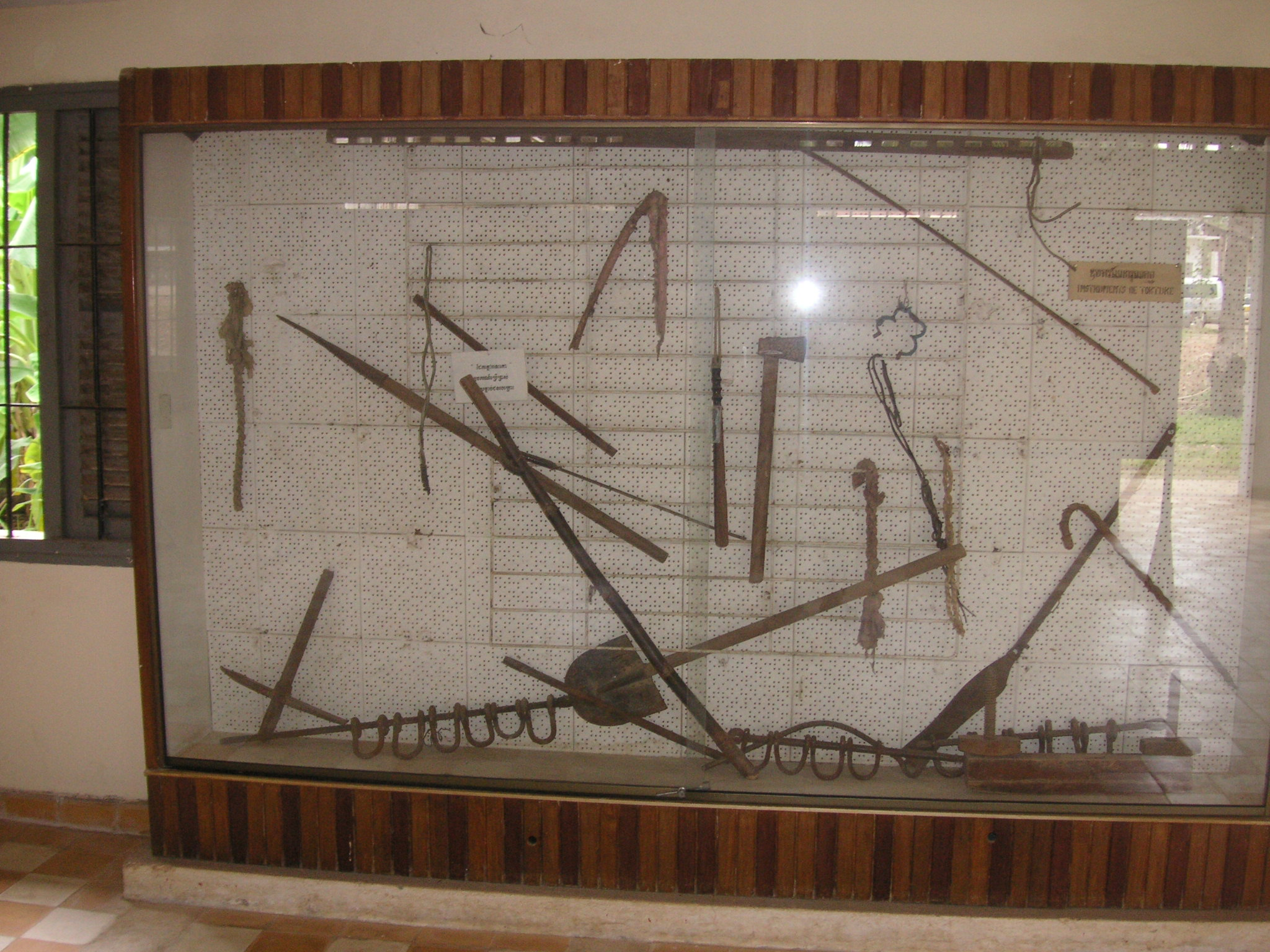
Strumenti di tortura utilizzati durante gli interrogatori

Deuch ha ammesso le sue responsabilità in un'intervista al Far Eastern Economic Review nel 1999, poco prima della sua resa. Tuttavia ha scagionato leader come Khieu Samphan (Capo dello Stato all'epoca dei fatti) e lo stesso Pol Pot (Primo Ministro e N.1 del regime) dall'accusa di aver ordinato i massacri da lui portati a termine. Fu Nuon Chea (Presidente dell'Assemblea del Popolo e N.2 del regime), secondo lui, a decidere tutti gli arresti e a chiedergli, quando il carcere fu pieno, di massacrare i prigionieri senza nemmeno curarsi di interrogarli. E fu ancora Nuon Chea ad ordinargli di trucidare gli ultimi prigionieri rimasti prima dell'arrivo dei vietnamiti.
Da Tuol Sleng, inoltre, provengono documenti che attestano come molti prigionieri fossero stati già precedentemente torturati da Ta Mok (ultimo leader dei Khmer rossi e, all'epoca del regime di Pol Pot, responsabile della Zona Sud-Ovest del Paese) e poi inviati a Deuch (per non aver evidentemente reso una confessione soddisfacente).

Null'altro si sa invece riguardo ai succitati "esperimenti".

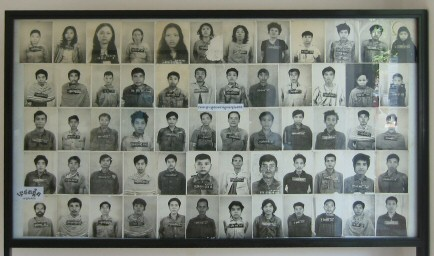
Foto di vittime dei Khmer rossi allineate alle pareti del museo

## Tuol Sleng oggi

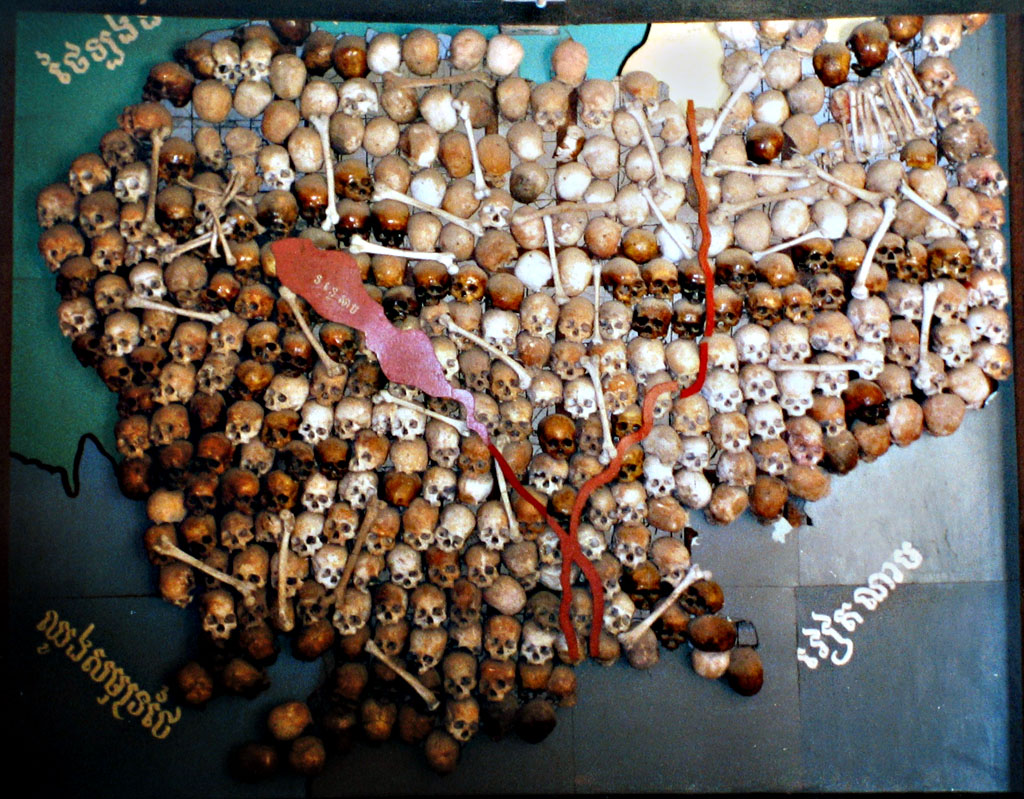
La "Mappa dei Teschi" precedentemente esposta al museo.

Le strutture di Tuol Sleng sono state mantenute così come furono lasciate dai Khmer rossi dopo la loro fuga nel 1979. Il regime ha prodotto una vasta documentazione, comprese centinaia di fotografie.
Alcune stanze del museo sono oggi tappezzate, dal pavimento al soffitto, con le foto in bianco e nero di alcuni dei circa 20.000 internati che hanno popolato la prigione.
Altre stanze contengono solo brande arrugginite, con una fotografia in bianco e nero che mostra la stanza come è stata trovata dal vietnamiti. In tutte le fotografie si vedono i corpi mutilati dei prigionieri incatenati ai letti, uccisi dai propri carcerieri in fuga solo poche ore prima della conquista della prigione. Altre stanze conservano sbarre di ferro e strumenti di tortura. In esse sono presenti anche le opere dell'ex-internato Vann Nath che mostrano le torture, aggiunte dal successivo governo insediato dai vietnamiti nel 1979.
Tuttavia il museo è forse ancora più noto per aver ospitato la cosiddetta "Mappa dei Teschi", composta da 300 teschi ed altre ossa rinvenute dai vietnamiti durante la loro occupazione, a futura memoria di ciò che accadde nella prigione. La mappa è stata rimossa nel 2002, ma i teschi di alcune delle vittime sono tuttora esposti sulle mensole del museo.
Oggi il museo è aperto al pubblico come il Choeung Ek Memorial (dedicato ad uno dei famigerati "Killing Fields"). Nonostante le immagini crude che propone,il museo viene visitato da moltissime scolaresche cambogiane.

## Nel cinema
Alcune immagini di Tuol Sleng compaiono nel film del 1992 Baraka, di Ron Fricke.
"S-21, la machine de mort Khmère rouge" è il titolo di un film del 2003 opera di Rithy Panh, un regista di origini cambogiane che perse la sua famiglia quando aveva 11 anni. Il film racconta di un gruppo di sopravvissuti di Tuol Sleng e di una dozzina di ex-Khmer rossi tra cui guerriglieri, carcerieri, addetti agli interrogatori, un dottore ed un fotografo. Il fulcro del film è rappresentato dalla differenza tra i sentimenti dei diversi sopravvissuti, che cercano di capire cosa sia successo a Tuol Sleng affinché le nuove generazioni non dimentichino, e gli ex-aguzzini, che devono convivere con l'orrore del genocidio che hanno contribuito a porre in atto.